# Circuit de la Sarthe 2001
Il Circuit de la Sarthe 2001, quarantanovesima edizione della corsa, si svolse dal 10 al 13 aprile su un percorso di 677 km ripartiti in 4 tappe (la terza divisa in due semitappe), con partenza a Écommoy e arrivo a La Flèche. Fu vinto dal britannico David Millar della Cofidis davanti ai francesi Anthony Morin e Franck Bouyer.

## Tappe
| Tappa  | Data      | Percorso                            | km    | Vincitore di tappa | Leader cl. generale |
| ------ | --------- | ----------------------------------- | ----- | ------------------ | ------------------- |
| 1ª     | 10 aprile | Écommoy > Évron                     | 197,2 | Laurent Brochard   | Laurent Brochard    |
| 2ª     | 11 aprile | Évron > Tiercé                      | 192,1 | Jaan Kirsipuu      | Laurent Brochard    |
| 3ª-1ª  | 12 aprile | Tiercé > Angers                     | 94,1  | Jaan Kirsipuu      | Laurent Brochard    |
| 3ª-2ª  | 12 aprile | Angers > Angers (cron. individuale) | 9     | David Millar       | David Millar        |
| 4ª     | 13 aprile | Angers > La Flèche                  | 184,9 | David Millar       | David Millar        |
| Totale | Totale    | Totale                              | 677   |                    |                     |

## Dettagli delle tappe

### 1ª tappa
- 10 aprile: Écommoy > Évron – 197,2 km

| Pos. | Corridore        | Squadra         | Tempo    |
| ---- | ---------------- | --------------- | -------- |
| 1    | Laurent Brochard | Jean Delatour   | 5h21'26" |
| 2    | Anthony Morin    | Crédit Agricole | s.t.     |
| 3    | Franck Bouyer    | Bonjour         | s.t.     |

| Pos. | Corridore        | Squadra         | Tempo    |
| ---- | ---------------- | --------------- | -------- |
| 1    | Laurent Brochard | Jean Delatour   | 5h21'13" |
| 2    | Anthony Morin    | Crédit Agricole | a 7"     |
| 3    | Franck Bouyer    | Bonjour         | a 9"     |

### 2ª tappa
- 11 aprile: Évron > Tiercé – 192,1 km

| Pos. | Corridore        | Squadra | Tempo    |
| ---- | ---------------- | ------- | -------- |
| 1    | Jaan Kirsipuu    | AG2R    | 4h33'46" |
| 2    | Steffen Radochla | Festina | s.t.     |
| 3    | Bradley McGee    | FDJ     | s.t.     |

| Pos. | Corridore        | Squadra         | Tempo    |
| ---- | ---------------- | --------------- | -------- |
| 1    | Laurent Brochard | Jean Delatour   | 9h54'53" |
| 2    | Anthony Morin    | Crédit Agricole | a 13"    |
| 3    | Franck Bouyer    | Bonjour         | a 14"    |

### 3ª tappa - 1ª semitappa
- 12 aprile: Tiercé > Angers – 94,1 km

| Pos. | Corridore         | Squadra | Tempo    |
| ---- | ----------------- | ------- | -------- |
| 1    | Jaan Kirsipuu     | AG2R    | 1h58'33" |
| 2    | Roberto Lochowski | Fakta   | s.t.     |
| 3    | François Simon    | Bonjour | s.t.     |

| Pos. | Corridore        | Squadra         | Tempo     |
| ---- | ---------------- | --------------- | --------- |
| 1    | Laurent Brochard | Jean Delatour   | 11h53'24" |
| 2    | Anthony Morin    | Crédit Agricole | a 15"     |
| 3    | Franck Bouyer    | Bonjour         | a 16"     |

### 3ª tappa - 2ª semitappa
- 12 aprile: Angers > Angers (cron. individuale) – 9 km

| Pos. | Corridore         | Squadra      | Tempo  |
| ---- | ----------------- | ------------ | ------ |
| 1    | David Millar      | Cofidis      | 10'41" |
| 2    | Michael Rich      | Gerolsteiner | a 2"   |
| 3    | Christophe Moreau | Festina      | a 16"  |

| Pos. | Corridore     | Squadra         | Tempo     |
| ---- | ------------- | --------------- | --------- |
| 1    | David Millar  | Cofidis         | 12h04'23" |
| 2    | Anthony Morin | Crédit Agricole | a 13"     |
| 3    | Franck Bouyer | Bonjour         | a 25"     |

### 4ª tappa
- 13 aprile: Angers > La Flèche – 184,9 km

| Pos. | Corridore        | Squadra | Tempo    |
| ---- | ---------------- | ------- | -------- |
| 1    | David Millar     | Cofidis | 4h10'45" |
| 2    | Nicolas Vogondy  | FDJ     | s.t.     |
| 3    | Steffen Radochla | Festina | a 8"     |

| Pos. | Corridore     | Squadra         | Tempo     |
| ---- | ------------- | --------------- | --------- |
| 1    | David Millar  | Cofidis         | 16h14'58" |
| 2    | Anthony Morin | Crédit Agricole | a 31"     |
| 3    | Franck Bouyer | Bonjour         | a 43"     |

## Classifiche finali

### Classifica generale
| Pos. | Corridore            | Squadra                   | Tempo     |
| ---- | -------------------- | ------------------------- | --------- |
| 1    | David Millar         | Cofidis                   | 16h14'58" |
| 2    | Anthony Morin        | Crédit Agricole           | a 31"     |
| 3    | Franck Bouyer        | Bonjour                   | a 43"     |
| 4    | Bradley McGee        | FDJ                       | a 44"     |
| 5    | Laurent Brochard     | Jean Delatour             | a 49"     |
| 6    | Christophe Agnolutto | Ag2r Prévoyance-Décathlon | a 53"     |
| 7    | Michael Blaudzun     | CSC-World Online          | a 54"     |
| 8    | Christophe Moreau    | Festina                   | a 56"     |
| 9    | Bobby Julich         | Crédit Agricole           | a 1'02"   |
| 10   | Michael Rich         | Gerolsteiner              | a 1'03"   |